# Reprezentacja Turcji na Mistrzostwach Świata w Wioślarstwie 2009
Reprezentacja Turcji na Mistrzostwach Świata w Wioślarstwie 2009 liczyła 9 sportowców. Najlepszym wynikiem było 7. miejsce w ósemce wagi lekkiej mężczyzn.

## Medale

### Złote medale
Brak

### Srebrne medale
Brak

### Brązowe medale
Brak

## Wyniki

### Konkurencje mężczyzn
- ósemka wagi lekkiej (LM8+): Murat Türker, Bayram Sönmez, Burak Yıldırım, Barbaros Gözütok, İsmail Özgür, Hakan Özcan, Cem Yılmaz, Ahmet Yumrukaya, Kaan Şahin – 7. miejsce